# 유여의 (광종왕)
광종왕 유여의(廣宗王 劉如意, ? ~ ?)는 중국 전한의 황족 · 제후왕으로, 유일한 광종왕이다. 대효왕 유참의 현손의 아들로, 청하경왕 유탕의 손자며 마지막 청하왕 유년의 조카다.
원시 2년(2년), 당시 평제의 섭정을 맡은 왕망이 멸망하거나 단절된 제후국을 재건하는 정책을 펴면서 67년 전에 청하왕 유년이 폐위되면서 끊어진 대효왕의 후계를 받들어 광종왕으로 봉해졌다. 광종왕 7년(9년), 전년에 전한을 멸하고 신나라 황제가 된 왕망이 전한의 제후왕들을 일괄적으로 공으로 폄작하면서 폄작됐고, 이듬해에 작위를 잃었다.